# Constitución de Kazajistán
La Constitución de la República de Kazajistán (en kazajo: Қазақстан Республикасының Конституциясы, Qazaqstan Respýblıkasynyń Konstıtýtsııasy; en ruso: Конституция Республики Казахстан, Konstitutsiya Respubliki Kazakhstan) es la carta magna que ejerce la ley en ese país desde que fue aprobada mediante un referéndum el 30 de agosto de 1995 y continua en vigor hasta la actualidad. Esta fecha fue adoptada como Día de la Constitución de la República de Kazajistán.
La Constitución establece una forma de Estado unitaria y republicana, teóricamente democrática y territorialmente centralizada, con una forma de gobierno presidencialista. La institución política más importante de Kazajistán es la Presidencia de la República. El poder ejecutivo lo encabezan el presidente y el primer ministro.
El Parlamento kazajo consta de dos cámaras: la alta, el Senado, con dos miembros por provincia elegidos por las autoridades locales, más siete nombrados por el presidente, y la baja, el Mazhilís con 67 diputados elegidos en circunscripciones de un escaño cada una.

## Contenido
La Constitución contiene un preámbulo y 98 artículos
Los órganos constitucionales se representan en un esquema. La Constitución se divide en las siguientes secciones:
1. Provisiones generales
2. El individuo y el ciudadano
3. El presidente
4. El parlamento
5. El gobierno
6. El consejo constitucional
7. Tribunal de Justicia
8. Gobierno local y autogobierno
9. Disposiciones finales y transitorias

## Preámbulo
El preámbulo de la carta magna kazaja enfatiza la libertad, igualdad, concordancia y el rol de Kazajistán en la comunidad internacional. Dicha carta expresa lo siguiente:
"Nosotros, el pueblo de Kazajistán,
unidos por un destino histórico común,
creando un Estado sobre las indígenas tierras kazajas,
considerándonos un amante de la paz y sociedad civil,
comprometido con los ideales de libertad, igualdad y concordancia,
deseando tomar un lugar digno en la comunidad mundial,
dándonos cuenta de nuestra alta responsabilidad antes de las generaciones presentes y futuras,
procedente de nuestro derecho soberano,
adopta esta Constitución."

## Sección 1, Provisiones generales
- Artículo 1: establece una laicidad democrática que valora los derechos y libertades individuales. Remarca la estabilidad "social y política, así como el desarrollo económico", patriotismo y democracia como los principios por los cuales opera el gobierno. Es el primer artículo donde se menciona al Parlamento.
- Artículo 2: establece que Kazajistán es un estado unitario con gobierno presidencialista. El gobierno tiene la jurisdicción sobre y la responsabilidad por todo el territorio kazajo. Las divisiones políticas regionales, incluidas las de la capital, quedan abiertas a legislaciones inferiores. La "República de Kazajistán" y "Kazajistán" son consideradas correctas.
- Artículo 3: el poder del gobierno se deriva del pueblo y los ciudadanos tienen el derecho de votar en referéndums y elecciones libres. Se establece el gobierno provincial. La representación del pueblo se reserva al poder ejecutivo y legislativo. Se divide el gobierno en tres poderes, ejecutivo, legislativo y judicial, en las cuales se previene con un sistema de controles y contrapesos. Es el primer artículo donde se mencionan límites constitucionales en el poder ejecutivo.
- Artículo 4: las leyes vigentes incluyen las provisiones de la Constitución, las leyes que lo corresponden, otras leyes regulativas legales, tratados internacionales, y otros compromisos de la República, así como resoluciones regulativas del Consejo Constitucional y la Suprema Corte de la República.
- Artículo 7: establece el kazajo como idioma oficial. El ruso será utilizado de forma equivalente en relaciones e instituciones estatales y locales. El estado garantiza promover condiciones para el estudio y desarrollo de los idiomas del pueblo de Kazajistán.

## Sección 2, El individuo y el ciudadano
- Artículo 10: establece que la ciudadanía de la República de Kazajistán será adquirida y terminada bajo lo prescrito en la ley. Esta es indivisible e igual. No se niega el derecho a cambiar de ciudadanía, y este no podrá ser exiliado de Kazajistán. La ciudadanía extranjera no será reconocida.

- Artículo 14: todos los ciudadanos de la República de Kazajistán son iguales ante la ley y la corte. Nadie debe ser sujeto a discriminación por su origen, social, posición económica, ocupación, sexo, raza, nacionalidad, idioma, creencias religiosas, convicciones, etc.

- Artículo 15: todos los ciudadanos de la República de Kazajistán tienen derecho a la vida. Nadie puede privar la vida a una persona, las leyes establecen la pena capital como medida extraordinaria para crímenes graves, además estipula el derecho de un condenado a cadena perpetua a apelar por perdón.
- Artículo 16: todos deben tener el derecho a la libertad personal. La detención y el arresto solo se realizarán bajo los casos estipulados por la ley, y solo bajo la sanción de una corte o fiscal legal, sin la sanción de un procurador, la persona no puede pasar más de 72 horas detenido. Se garantiza el derecho de un abogado en el momento de la detención, arresto o acusación.
- Artículo 17: la dignidad humana no debe ser violada. Se condena cualquier tipo de tortura, violencia u otro trato y castigo cruel y humillante para la dignidad humana.

## Sección 3, El presidente
- Artículo 40: el presidente de la República de Kazajistán debe ser el jefe de Estado, es la persona de mayor rango que determina la dirección de la política interior y exterior. El presidente representa a Kazajistán representa a la nación en sus relaciones interiores y exteriores.

## Historia

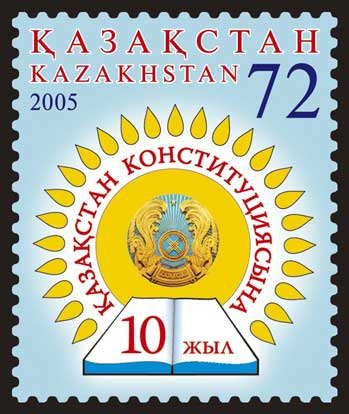
Estampilla conmemorativa por los diez años de la ratificación de la Constitución.

El referúndum popular fue propuesto y fomentado por el presidente Nursultán Nazarbáyev, que obtuvo la victoria después de que el 89% de los que acudieron a las urnas dieran su voto favorable a la nueva Constitución, pese a que la oposición la calificaba de "autocrática" y acusaba a Nazarbáyev de que querer convertirse en dictador debido a la gran cantidad de poder que le da al presidente.
Adoptada el 30 de agosto de 1995 en el referéndum republicano. Entró en vigor el 5 de septiembre de ese mismo año el día en que se publicaron los resultados del referéndum.
Las enmiendas y adiciones fueron hechas por la Ley de la República de Kazajistán en las fechas del de 7 de octubre de 1998, 21 de mayo de 2007, 2 de febrero de 2011, y la última el 10 de marzo de 2017.